# Yeprem I (ormiański patriarcha Konstantynopola)
Yeprem I (ur. ?, zm. ?) – w latach 1684–1686, 1694–1698 oraz 1701–1702 36. ormiański Patriarcha Konstantynopola.